# .44マグナム弾
.44レミントン・マグナム（英語: .44 Remington Magnum）あるいは.44 Magnum (フォーティーフォーマグナム)は、リボルバー向けに設計された大口径弾薬である。発表されると、すぐにカービンやライフルに採用された。「.44」という名前ではあるが、.44マグナム弾薬とその元になった.44スペシャル弾口径のすべての銃は、直径が約0.429インチ (10.9ミリメートル)の弾頭を使用する。
.44マグナムは、延長した.44スペシャル弾の薬莢をもとに、より高い速度（つまりエネルギー）を得る目的で、より高い圧力となるように発射薬をロードしている。
.44マグナムは、.454カスール弾などに比べれば威力が劣っているが、いまだに最も人気のある市販の大口径マグナム弾薬の一つである。.44マグナム弾薬に限界までロードし、重く貫通力の高い弾頭を装着すると、発射したときに大きな反動（リコイル）とマズルフラッシュが発生するが、近距離ならば、北アメリカのどんな獲物でも狩ることが出来る。

## 起源
.44マグナム弾薬は、数年にわたって.44スペシャルをハンドロードによってチューン・アップした成果である。より狩猟に適した性能にするために、.44スペシャルやその他の大口径の拳銃弾に重い弾頭を装着し、通常より高速で発射されるようにした。このようなハンドロードの一つは、20世紀の作家であり野外活動家（アウトドアマン）でもあったエルマー・キースによって作られた。

エルマー・キースは、.45コルトではなく.44スペシャルを、彼の実験に使うことに決めた。当時ハンドロードに使える.44口径の弾頭は比較的種類が多く、また.44スペシャルの薬莢は.45コルトよりも厚くて頑丈だった。これに加え、.44スペシャルの薬莢は.45コルトの薬莢より小さかった。これは、シリンダーの大きさが同じリボルバーならば、.44口径の方が.45口径よりもシリンダーの壁が厚くて頑丈である、ということを意味する。したがって薬莢内部をより高圧にしても、シリンダーが破裂する危険を少なくすることができた。
キースは、この新しい高圧のロードの市販バージョンと、それを使用するリボルバーを製造するよう、スミス&ウェッソンとレミントンに働きかけた。S&Wは1956年1月.44マグナム口径の最初の試作リボルバー、つまり有名なS&W M29を発表したが、数ヶ月のうちに、スターム・ルガーがシングルアクションで作動するブラックホークリボルバーの.44マグナム版を発売した。この素早い対応の本当の理由は明らかでないが、ルガーの従業員が「.44 Remington Magnum」と刻印された薬莢を見つけてウィリアム・B・ルガーに持って行ったという説や、レミントンの従業員がこの弾薬の初期のサンプルをルガーに渡したため、ルガー側に情報が洩れたという説がある。
.44マグナムの薬莢は.44スペシャルの薬莢より少し長い。これは、発射薬のためにより多い容量を必要としたからではなく、この極めて高い圧力の弾薬を、古くて脆弱な.44スペシャル口径の銃に装填できないようにするためである。こうすることで、怪我や、場合によっては死亡する危険を避けることができる。
.44マグナムはすぐに成功した。S&W M29や .44マグナムのルガー・ブラックホークの直系の子孫は現在でも製造されており、それ以外の多くの.44マグナムリボルバーや、数は少ないが自動拳銃さえも生産されている。
S&W M29（そして.44マグナム弾薬自体も）は、クリント・イーストウッドのスター映画ダーティハリー（1971年）に華々しく登場し、人気を博した。
また実例では1992年10月17日にアメリカ合衆国ルイジアナ州で起きた日本人留学生射殺事件でも使用された。
スターム・ルガーは、最初の長銃（long gun）として.44マグナム口径のセミオートマチック・カービンを1959年に発表した。マーリンは、すぐにレバーアクションの.44マグナム口径のモデル1894で追従した。同口径のカービンと拳銃を持つのは、古くからの伝統である。1873年にレバーアクション用として.44-40ウィンチェスター弾が発表されると、コルトは1878年に同じ口径のリボルバーで追従した。.38-40ウィンチェスター弾や.32-20ウィンチェスター弾は、どちらもその口径のカービンとリボルバーが存在しており、一つの弾薬をどちらの銃にも使うことができた。
改良された現代の合金や製造技術によって、より強靭なシリンダーが製造できるようになったことで、.454カスール弾や.480ルガー弾のような、より大きく強力な弾薬を用いるリボルバーが、.44マグナムのリボルバーと同じサイズで製造できるようになったものの、.44マグナムは今日でも最高の選択の一つである。2006年、.44マグナムの50周年を記念して、スターム・ルガーはブラックホーク・リボルバーの50周年記念特別モデルを「フラット・トップ」スタイルで発表した。

## 技術的な仕様

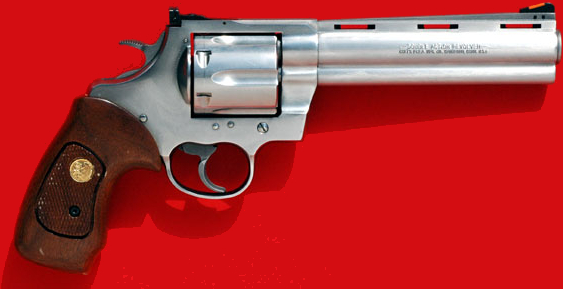
コルト・アナコンダ .44マグナム

.44マグナムの登場で、拳銃は大きく重い弾頭を高速で発射できるようになった。一般的に見てフルパワーの弾薬の場合、警察用の武器としては不適切なほど大きな反動とマズル・ブラストが発生する。また速射（ラピッド・ファイア）は非常に難しい。特に小さな体格や小さな手の射手にとっては、なおさらである 。
.44マグナムとその元になった.44スペシャルは、.44口径として販売されてはいるが、実際には.429-.430口径である。.44の名前は、19世紀後半に使われていた"heeled"(en:Heeled bullet)弾薬の古い計測方法を引き継いでいる。当時の弾頭は薬莢の内側ではなく、外側で計測されていた。.44スペシャルのもとになった（つまり、.44マグナムのもとでもある）.44ロシアン弾薬が開発された後、弾頭の口径の計測方法は薬莢の内側に変わり、口径は.429となった。しかし、すでに.44口径のリボルバーを使っていた購入者の混乱を避けるために、市場ではもとの.44という名前が使い続けられた。
銃のスタイルを工夫すると、比較的快適に.44マグナムを発射することができる。多くの射手は、シングルアクションの丸いグリップ形状は、ダブルアクションリボルバーの、グリップの上に肩が張り出している形状よりも、大きな反動を制御しやすいと感じている。反動の大きな銃と同じタイプの、より長い「ビズリー(Bisley)」スタイルのシングルアクショングリップも同様に考えられている。これは、（「ビズリー」と刻印されている）スターム・ルガーやフリーダム・アームズのシングルアクション、および、多くのカスタム・メーカーが採用している。

### 二つの目的

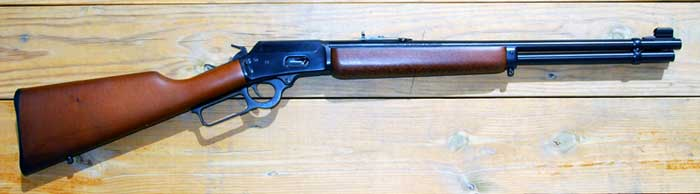
.44 Magnum マーリン M1894 カービン。口径 .44マグナム。

二つの目的、つまり、拳銃とライフルの両方に使う弾薬のコンセプトは、西部開拓時代からすでに一般的だった。たとえば、.44-40ウィンチェスター弾の「高速」なライフル用のロードは、マグナム・ロードの先駆けになった。ほかに、.32-20ウィンチェスター弾や.38-40ウィンチェスター弾などもあった。
.44-40ウィンチェスターのような、二つの目的に使う過去の弾薬は、使用者がライフル用に設計された「高速」バージョンを拳銃に装填した場合、メーカーに対して問題を引き起こした 。しかし、.44マグナムは当初リボルバーの弾薬として設計されたのでこのような問題はなく、SAAMIの仕様に準拠した弾薬ならば、.44マグナムのどのような拳銃やライフルからでも発射できる。
ライフルまたはカービンの弾薬としての.44マグナムは、コンパクトで軽量にまとめることができるにもかかわらず、狩猟の際に中型の獲物に対して十分な威力を持っている。1969年、スターム・ルガーは最初の.44マグナム口径のカービンとして、ルガー.44カービンを発表した。レバーアクションのマーリン M1894、ルガー・ディアフィールド、および、その他の多くの銃がこの口径で販売されている。カービンはリボルバーよりも非常に銃身が長いので、同じ弾薬でもリボルバーに比べて非常に高い速度で発射できる。ルガー・ディアフィールドによる多くの弾薬の試験の結果、240-グレーン (16-グラム)弾頭は100ヤード (91 m)先で1,300 ft/s (400 m/s)を超える速度を発揮することが判明したが、これはリボルバーの銃口初速に相当する。遅燃性の発射薬は、長短どちらの長さの銃身でも最高の性能を発揮できる。例えば、240-グレーン (16-グラム)の弾頭は、リボルバーでは1,500 ft/s (460 m/s)、カービンでは1,625 ft/s (495 m/s)の速度を発揮するとされている。

### 狩猟
.44マグナムを使った狩猟には、エルクの大きさまでが適している。貫通力の高い適切な弾薬を使えば、アフリカスイギュウさえも狩ることができる。出版人のロバート.E.ピーターソン（ Robert E. Petersen）は、.44マグナムによるホッキョクグマに関する記録を持っていた。これは、象に対してすら使用され、成功した。
加えて、長いあいだ鹿狩り用の最高の弾薬と考えられている古い.44-40ライフル・ロードの弾道特性に対して、.44マグナムによく用いられる重くて先端が平らな弾頭には、有利な点がある。小枝や藪を模した軽い覆いを通して弾を発射する試験をおこなうと、現代の狩猟用弾薬によく用いられる、軽量高速で被甲が薄く、先端の尖っている弾頭は、藪に触れると簡単に弾道が曲がってしまうことがわかった。最小の弾道のゆがみで藪を貫通する理想的な弾頭は、重く、先端が平らで、中速の弾頭である。

### 射程
コルト、スミス&ウェッソン、スターム・ルガーなどのモデルを使った場合、.44マグナムの精度は良好で、ほとんどの種類の弾薬のグルーピングは、50ヤード (46 m)の距離で3 - 4インチ (7.6 - 10.2センチメートル)にまとまる。.44マグナム弾薬の制限要因は終末弾道学によるものではない。6インチ (15 cm)銃身のリボルバーから発射した場合を想定すると、通常のロードを詰めた240グレーン (16グラム)弾頭の.44マグナムが150ヤード (140 m)の距離で発揮するエネルギーは、同じ銃から発射した246グレーン (15.9 g)の.44スペシャルの銃口におけるエネルギーを上回る。重く、拡張しない(non-expanding)弾頭を用いると、.44マグナムは、エルクや場合によってはバイソンなどの大物を容易に貫通する。制限要因は弾頭の軌道にある。狩猟に最も適した弾頭は重く、したがって比較的遅い。つまり、その軌道は100ヤード (91 m)先でかなり落ちる。50ヤード (46 m)でゼロ、つまり、照準線(line of sight)と弾道が50ヤード (46 m)で交わるように調整した場合、100ヤード (91 m)で約2インチ (5.1センチメートル)、150ヤード (140 m)では8インチ (20センチメートル)以上落ちる。100ヤード (91 m)でゼロの場合は、150ヤード (140 m)で6インチ (15センチメートル)以上落ちる。専門家は、.44マグナム弾薬による狩猟で実用的な精度を求めるならば、距離を100ヤード (91 m)以内にするように勧めている。

## 大衆文化

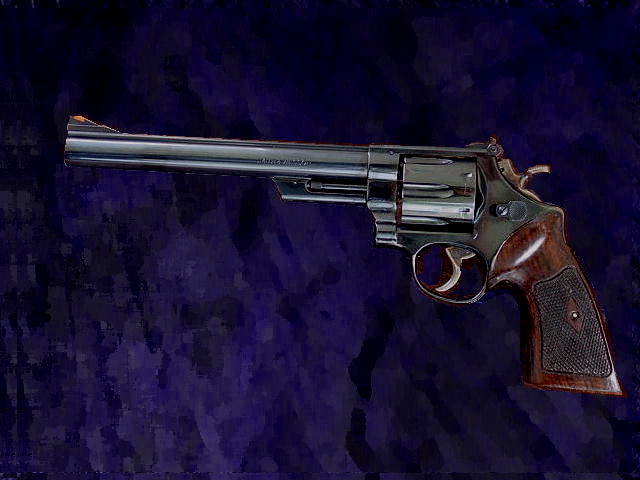
スミス&ウェッソン M29

.44マグナムは発表から長年の間、射手の間では非常に人気があったが、一般市民が注目することはなかった。しかし1971年、クリント・イーストウッド主演の映画ダーティハリー（とその4つの続編）においてS&W M29とともに華々しく使われると、注目を集めることになった。
1971年の映画ダーティハリーの中で、イーストウッド演じる「ダーティ」ハリー・キャラハンが、彼のM29を「世界一強力な拳銃だ（"the most powerful handgun in the world"）」と説明するのは、映画における古典的な台詞の一つである。厳密に言えば事実ではなかった（より強力なワイルドキャット・カートリッジである.454カスール弾が1959年に発表されていた）が、.44マグナムはそれまで量産された中では最も強力だった。M29の需要は飛躍的に伸び、その販売価格は希望小売価格の3倍に跳ね上がった。
.44マグナムは、1983年の映画ダーティハリー4の「やれよ。楽しませてくれ（"Go ahead, make my day."）」という台詞とともに、いまでもハリー・キャラハンを連想させる。